# Сынташтамакский сельсовет
Сынташтамакский сельсове́т — упразднённая в 2008 году административно-территориальная единица и сельское поселение (тип муниципального образования) в составе Благоварского района. Почтовый индекс — 452745. Код ОКАТО — 80214827000. Объединён с сельским поселением Кучербаевский сельсовет. Образован в 1986 году.
Реки: Чермасан, Чагыл.

## Состав сельсовета
Село Сынташтамак — административный центр, деревни: Дусметово, Новый Сынташ, Старый Сынташ, Улы-Аряма.

## История
В 1986 году вышел Указ Президиума ВС Башкирской АССР от 12.12.1986 N 6-2/393 «Об образовании Сынташтамакского сельсовета в Благоварском районе». Согласно ему, из Янышевского сельсовета были выделены 5 селений в новую административно-территориальную единицу.

1. Образовать в Благоварском районе Сынташтамакский сельсовет с административным центром в селе Сынташтамак.
2. Включить в состав Сынташтамакского сельсовета населенные пункты: деревни Дусметово, Новый Сынташ, Старый Сынташ, село Сынташтамак, деревню Улы-Аряма, исключить их из Янышевского сельсовета.

3. Установить границу Сынташтамакского сельсовета согласно представленной схематической карте.
В 2008 году Сынташтамакский сельсовет вошёл в состав Кучербаевского сельсовета.
Закон Республики Башкортостан от 19.11.2008 N 49-з «Об изменениях в административно-территориальном устройстве Республики Башкортостан в связи с объединением отдельных сельсоветов и передачей населённых пунктов», ст.1, п. 12) гласил:

 "Внести следующие изменения в административно-территориальное устройство Республики Башкортостан:

объединить Кучербаевский и Сынташтамакский сельсоветы с сохранением наименования «Кучербаевский» с административным центром в селе Старокучербаево.
Включить село Сынташтамак, деревни Дусметово, Новый Сынташ, Старый
Сынташ, Улы-Аряма Сынташтамакского сельсовета в состав Кучербаевского сельсовета.

Утвердить границы Кучербаевского сельсовета согласно представленной схематической карте.

Исключить из учётных данных Сынташтамакский сельсовет
На 2008 год граничил с Кушнаренковским районом, муниципальными образованиями: Янышевский сельсовет, Тановский сельсовет, Кучербаевский сельсовет. («Закон Республики Башкортостан от 17.12.2004 N 126-з (ред. от 19.11.2008) „О границах, статусе и административных центрах муниципальных образований в Республике Башкортостан“»).